# The Harder They Fall (1956)
The Harder They Fall is een Amerikaanse film noir uit 1956 onder regie van Mark Robson. Het scenario is gebaseerd op de gelijknamige roman uit 1947 van de Amerikaanse auteur Budd Schulberg. Destijds werd de film in Nederland uitgebracht onder de titel De gewetenlozen.

## Verhaal
De sportjournalist Eddie Willis is blut, wanneer zijn krant bankroet gaat. Hij wordt ingehuurd door bokspromotor Nick Benko om reclame te maken voor zijn nieuwe ster Toro Moreno. Benko organiseert verschillende wedstrijden voor Toro, maar bij een gevecht met een ex-kampioen loopt het verkeerd af.

## Rolverdeling
| Acteur             | Personage      |
| ------------------ | -------------- |
| Humphrey Bogart    | Eddie Willis   |
| Rod Steiger        | Nick Benko     |
| Jan Sterling       | Beth Willis    |
| Mike Lane          | Toro Moreno    |
| Max Baer           | Buddy Brannen  |
| Jersey Joe Walcott | George         |
| Edward Andrews     | Jim Weyerhause |
| Harold J. Stone    | Art Leavitt    |
| Carlos Montalbán   | Luís Agrandi   |
| Nehemiah Persoff   | Leo            |
| Felice Orlandi     | Vince Fawcett  |
| Herbie Faye        | Max            |
| Rusty Lane         | Danny McKeogh  |
| Jack Albertson     | Pop            |

## Prijzen en nominaties
| Jaar | Prijs                   | Categorie        | Genomineerde(n) | Uitslag     |
| ---- | ----------------------- | ---------------- | --------------- | ----------- |
| 1956 | Filmfestival van Cannes | Gouden Palm      | Mark Robson     | Genomineerd |
| 1957 | Oscars                  | Beste camerawerk | Burnett Guffey  | Genomineerd |